# 軍事通信
軍事通信（ぐんじつうしん）は、軍事の活動、作戦及び通信機器の一分野である。第一義として、軍事通信は上位組織、あるいは国の政府との相互の連絡を含む戦場（戦闘）の通信である。
軍事通信はC4Iシステム（C3I - Command, Control, Communications, and Intelligence)モデルの一部である。

## 歴史と用語の意味
歴史的に初期の軍事通信は、単純な信号の送受信の形であり、その信号はしばしば隠されるか暗号化され敵に理解できないものにされていた。部隊が作戦の中で専門化し、“信号の部隊（通信部隊）”と呼ばれた一方で、軍事通信の初期の独特な戦術は「信号」と呼ばれた。後の「信号」と「信号担当」は、兵器よりも民間と類似した一般通信手段を扱うことでかなり独特の軍事業務になった。
現代の通信社会における軍隊は、最新のハイテク・テレコミュニケーションとコンピューティング手段を使用しながら、まさに集中し、かつ複雑な通信活動を日々実行している。これらの活動の小さな部分のみが戦闘行動に直接関係する。それが”軍事通信”という用語が求められる理由である。
1934年に、ソ連は自動車に搭載する最初の軍用装置を発明した。

## 現代の概念
ネットワーク中心の戦い(NCW)は、通信のネットワーク指向の手段と存在する軍隊を著しく効果的にならしめる管理による。

## 軍事通信装置
軍事通信装置の多くの部分は、送信の暗号化と復号を行い、かつ過酷な気候の中において手荒な扱いに耐えるように造られる。他の無線や衛星に信号を送るため多くの周波数を取り扱う。